# دون كلارك
دون كلارك (بالإنجليزية: Don Clark)‏ (25 أكتوبر 1917 ببرستل في المملكة المتحدة - 21 أغسطس 2014) هو لاعب كرة قدم بريطاني (وحمل سابقاً جنسية المملكة المتحدة لبريطانيا العظمى وأيرلندا) في مركز الهجوم. لعب مع نادي بريستول سيتي.

## وصلات خارجية
- دون كلارك على موقع قاعدة بيانات كرة القدم.إي يو (الإنجليزية)